# Портик

По́ртик (від лат. porticus — «крита галерея») — в античній архітектурі — галерея з відкритою колонадою на поздовжньому боці будівлі, перед фасадом. Найчастіше є головним входом, прикрашеним відкритою колонадою, арками, антаблеме́нтом, що завершується трикутним фронтоном або аттиком.
Стародавні греки першими почали використовувати в архітектурі портики. Вони прикрашали храми, акрополі, гробниці. Основою створення цього елементу фасаду є філософська та релігійна складові. Тоді храми будували, як дім для богів. Заходити туди дозволялося тільки жерцям. Портик — прибудова до храму, будувався для народних зборів під час святкувань. Суспільне життя людей проходило переважно під портиками. Так само як і стоа, портики були місцем для відпочинку та прихистком від палючого сонячного проміння або дощу. Інколи вздовж портиків розміщували лавки для людей. Також, проектуючи міста, в центрі будували майдан (площу), оточений портиками з колонадою. Часто будували портики із трьома нефами. Центральний неф використовувався для прогулянок, а бокові нефи — як склади, місце для зберігання. Колони портиків створювали з колонами різних ордерів, як-от: доричного, іонічного, коринфського.
Давньогрецькі портики запозичили римські архітектори, які вони прибудовували до храмів та палаців. 

## Різновиди портиків.
Узвичаєно розрізняти:
- портик в антах — вхідна колонада, що стоїть між торцями стін.
- портик пілястровий — такий, де замість колон ввикористані пілястри.
- портик плаский — замість колон влаштовано напівколони або тричвертні колони.

Портик, на відміну від пропілеїв, відкритий з трьох боків, ніби лоджія. Однак класична лоджія зазвичай заглиблена в стіну. Вона не може бути проходом. Також у Стародавній Греції довгу криту галерею-портик називали стоа.

## Портики в античній архітектурі.
Чудовим прикладом будівлі з портиком є Пантеон — "храм усіх богів" — який знаходиться в Римі. Це єдина пам'ятка, не перебудована і не зруйнована в епоху Середньовіччя. Він має три поверхи. Нижній розчленований колонами коринфського ордера і високих ніш зі статуями. Над ним розташований аттиковий поверх із умовними вікнами і пілястрами, що завершується антаблементом. Купол розділений п'ятьма кільцевими рядами касет, що зменшуються догори. У храмі величезний фасад з колонами, до якого вело п'ять ступіней (однак сьогодні частина з них знаходиться під землею), що майже закривав іншу частину Пантеону. Шістнадцять коринфських колон портика, поставлені в три ряди, вражають величиною: кожен гранітний стовбур досягає 12,5 м у висоту, близько 1,5 м у ширину і важить майже 60 тонн. Сьогодні Пантеон є і національною культурною святинею, і церквою одночасно. Крім того, тут знаходяться гробниці двох італійських королів і одного титана Відродження — Рафаеля. При цьому Пантеон залишається значною мірою таким, яким він був при Адріані, виявляючи досконалий зразок античного зодчества. 
Також Ерехтейон – храм, побудований у священному місці, присвячений Посейдону, який за міфом сперечався з Афіною за право володіти містом. Ерехтейон не мав зовні окружної колонади, а був прикрашений з трьох сторін окремими портиками.Три його портики стоять на різних рівнях. Із заходу — портик, що веде до храму Афіни Паллади, з північної сторони — вхід до святилища Посейдона-Ерехтея, біля південної стіни храму — всесвітньо відомий портик Каріатид, названий так тому, що в Ерехтейоні колони замінені шістьма мармуровими фігурами дівчат–каріатид. Цей південний портик — Пандрозейон — названий за ім'ям дочки Кекропа Пандрози, не мав фризу, а його архітрав, що складався з трьох горизонтальних смуг, підпирали не колони, а шість кор, або каріатид, розміщених на високому парапеті. Це шість фігур молодих жінок, одягнених в афінський костюм (туніка, гемідиплоїдій та пеплос), на них спираються важкі квадратної форми плити.
Це перший в історії світового мистецтва випадок, коли використано подібні жіночі фігури тримати балки. П'ять каріатид Пандрозейона й досі залишились стояти на своїх місцях. Шоста ж разом із частинами архітрава та парапету зберігається в Британському музеї. В Афінах вона замінена теракотовою копією.

## Портики в європейській архітектурі.
Портики широко застосовувався в європейській архітектурі. У Середньовіччі криті галереї переважно були оточені клуатрами монастирів, однак вони суттєво відрізняються від класичних портиків призначенням і будовою, оскільки романський та готичний стилі не передбачали дотримання норм ордерної системи Стародавньої Греції. 
В епоху Відродження портики повертаються в архітектуру майже у первісному вигляді разом із античними мотивами. Яскравим прикладом є робота Донато Браманте — храм Темпьетто у дворі монастиря Сан П'єтро ін Монторіо. Також портик у вигляді подвійної колонади оточує площу перед собором Св. Петра у Ватикані.
Братманте стояв у витоків створення римських ансамблів в архітектурі — палаццо — житлових особняків, збудованих за принципом храму. Знамениті палаццо того часу створював італійський архітектор Андреа Палладіо. Такі будівлі проектувалися на основі ордерної системи, включаючи декоративні елементи, притаманні їй, зокрема й портики.
Витвором Андреа Палладіо є вілла Ротонда з портиком.
В той час портик в архітектурі виконував інші функції, ніж у Стародавній Греції. Він став архітектурним елементом, який підкреслює стиль. 
Нове відродження портиків відбулось в епоху класицизму й неокласицизму, коли архітектори під час будівництва в основному використовували класичні ордери і роботи митців епохи Ренесансу. Багато будівель було зведено таким чином, що колонади з портиками надавали їм строгості та урочистості у стилі. Їх використовували для оформлення головних входів до будівель, щоб виділити центральні або бокові резаліти. Прикладом цього є собор преподобного Ісаакія Далматського архітектора Огю́ста Монферра́на з високим багатоколонним портиком коринфського ордену.

## Портики в українському архітектурному мистецтві.

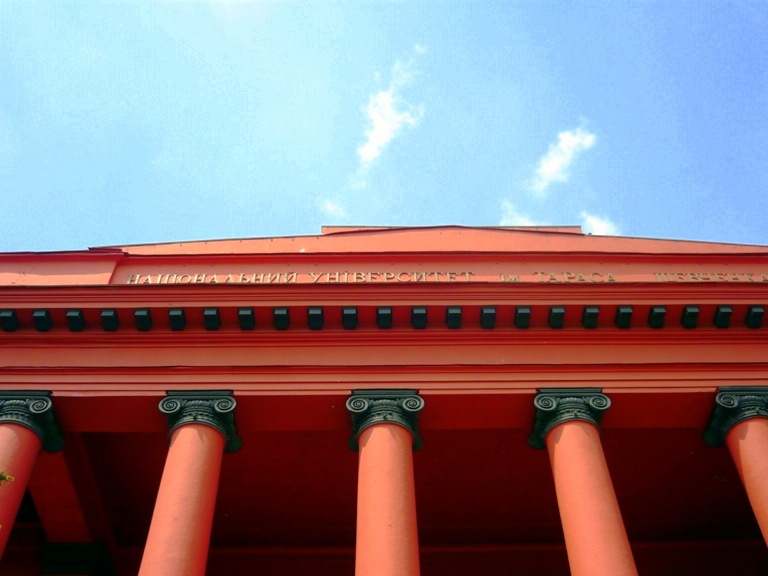
Портик Червоного корпусу Київського університету 2008 р.

В українській архітектурі найвідомішим взірцем є Червоний корпус Київського національного університету імені Тараса Шевченка., на передньому фасаді якого урочисті колони.
Також будівля Верховної Ради України є чудовим прикладом, на фасаді якої є цікаві портики стилізованих колон із спрощеними іонічними капітелями.
Контрактовий будинок, збудований у Києві, у своєму фасаді з боку площі має чотириколонний портик з колонами дорійського ордеру,увінчаний трикутним фронтоном. Неправильні контури планування (а саме непрямі кути у поєднанні стін, поворот колонади по відношенню до осі всієї будівлі) обумовлені конфігурацією ділянки забудови. Центральні ділянки північного і західного фасадів прикрашені портиками пілястр дорійського ордеру, східний фасад — портиком з тричетвертних колон. При реконструкції інтер'єру меблі для будівлі була розроблена архітектором І. Й. Каракіс.